# Le Volte Che Celentano E' Stato 1
«Le Volte Che Celentano E' Stato 1»  — збірник пісень італійського співака та кіноактора Адріано Челентано, випущений 4 листопада 2003 року під лейблом «Clan Celentano».

## Про збірник
До збірника увійшли пісні 1960-х, 1970-х, 1980-х, 1990-х і 2000-х років. Збірник випускався в Італії у форматі SACD, CD, на касетах і LP. У 2011 році вийшло ремастоване перевидання збірника.

## Трек-лист
| #       | Назва                                                             | Автор слів                              | Автор музики                   | Тривалість |
| ------- | ----------------------------------------------------------------- | --------------------------------------- | ------------------------------ | ---------- |
| 1.      | «24.000 Baci» (A New Orleans, 1963)                               | П'єро Вівареллі і Лучіо Фульчі          | Адріано Челентано              | 2:18       |
| 2.      | «Nata Per Me» (A New Orleans, 1963)                               | Могол і Мікі Дель Прете                 | Адріано Челентано              | 2:44       |
| 3.      | «Si E' Spento Il Sole» (A New Orleans, 1963)                      | Лучано Беретта і Мікі Дель Прете        | Еціо Леоні і Адріано Челентано | 2:57       |
| 4.      | «Ciao Ragazzi» (Non mi dir, 1965)                                 | Могол і Мікі Дель Прете                 | Адріано Челентано              | 2:33       |
| 5.      | «Sono Un Simpatico» (Il ragazzo della via Gluck, 1966)            | Лучано Беретта, Росаріо Лева і Дон Бакі | Джанфранко Ревербері           | 4:43       |
| 6.      | «Mondo In Mi 7A» (Le robe che ha detto Adriano, 1969)             | Могол, Лучано Беретта і Мікі Дель Прете | Адріано Челентано              | 6:07       |
| 7.      | «Il Ragazzo Della Via Gluck» (La festa, 1966)                     | Могол і Мікі Дель Прете                 | Адріано Челентано              | 4:12       |
| 8.      | «Azzurro» (Azzurro/Una carezza in un pugno, 1968)                 | Віто Паллавічіні                        | Паоло Конте і Мікеле Вірано    | 3:41       |
| 9.      | «Una Carezza In Un Pugno» (Azzurro/Una carezza in un pugno, 1968) | Лучано Беретта і Мікі Дель Прете        | Джино Сантерколе               | 2:56       |
| 10.     | «Storia D'Amore» (Le robe che ha detto Adriano, 1969)             | Лучано Беретта і Мікі Дель Прете        | Адріано Челентано              | 4:53       |
| 11.     | «Una Festa Sui Prati» (Le robe che ha detto Adriano, 1969)        | Могол, Лучано Беретта і Мікі Дель Прете | Адріано Челентано              | 3:20       |
| 12.     | «Un Albero Di 30 Piani» (I mali del secolo, 1972)                 | Адріано Челентано                       | Адріано Челентано              | 3:59       |
| 13.     | «Soli» (Soli, 1979)                                               | Крістіано Мінеллоно                     | Тото Кутуньйо                  | 4:02       |
| 14.     | «Susanna» (I miei americani, 1984)                                | Мікі Дель Прете                         | Серджо Капуто                  | 4:49       |
| 15.     | «Acqua E Sale» (Mina Celentano, 1998)                             | Джованні Донцеллі                       | Вінченцо Леомпорро             | 4:38       |
| 16.     | «L'Emozione Non Ha Voce» (Io non so parlar d'amore, 1999)         | Могол                                   | Джанні Белла                   | 4:07       |
| 17.     | «Tir» (Esco di rado e parlo ancora meno, 2000)                    | Могол                                   | Джанні Белла, Розаріо Белла    | 4:29       |
| 1:07:08 |                                                                   |                                         |                                |            |

## Видання
| Назва                                              | Лейбл                                 | Маркування             | Країна | Рік      |
| -------------------------------------------------- | ------------------------------------- | ---------------------- | ------ | -------- |
| Le Volte Che Celentano E' Stato 1 (SACD, Hybrid)   | Clan Celentano, Clan Celentano        | CLN 2052 6, CLN 2052/2 | Італія | 2003     |
| Le Volte Che Celentano E' Stato 1 (CD)             | Clan Celentano, Clan Celentano        | CLN 2052/2, CLN 20522  | Італія | 2003     |
| Le Volte Che Celentano E' Stato 1 (Cass)           | Clan Celentano S.r.l.                 | CLN 2052 4             | Італія | 2003     |
| Le Volte Che Celentano E' Stato 1 (LP, Pic)        | Clan Celentano                        | CLN 2052 1             | Італія | 2003     |
| Le Volte Che Celentano E' Stato 1 (CD, RE)         | Clan Celentano                        | CLN 2093               | Італія | 2011     |
| Le Volte Che Celentano E' Stato 1 (LP, Pic, RE)    | Clan Celentano, Universal Music Group | CLN 2052-1             | Італія | 2012     |
| Le Volte Che Celentano E' Stato 1 (CD, Unofficial) | Clan Celentano, Clan Celentano        | CLN 2052/2, CLN 20522  | Росія  | невідомо |